# 鈴木邦彦 (漫画家)
鈴木 邦彦（すずき くにひこ、1983年 - ）は、秋田県出身の漫画家、フリークライマー。

## 来歴
石垣島在住のギャグ漫画家クライマー。代表作は日本フリークライミング協会『freefan』誌連載の4コマ漫画「くにくにのぐだぐだ」。他に石垣島の八重山日報や南山舎「月刊やいま」で4コマ漫画を連載している。
八重山の気候、自然、岩に惹かれ2020年の春に東京から石垣島に移住してボルダリング施設を運営し、「八重山の岩や岩登りの魅力を伝えていきたい」とインタビューで語っている。石垣島フリークライミング協会を発足し、理事長を務める。
フリークライミング選手としては、国体の秋田県代表歴やボルダリング・ジャパンカップ出場歴がある。

## 作品リスト
- 〈種〉連載か読切かで2種に大別。

|  | 連載作品 |  | 読切作品 |

|   | 作品名             | 種   | 発行                       | 掲載                                       | 収 | 備考 |
| - | ------------------ | ---- | -------------------------- | ------------------------------------------ | -- | ---- |
| 1 | くにくにのぐだぐだ | 連載 | 日本フリークライミング協会 | freefan 2019年春号(通巻79号) - 連載中      | 未 |      |
| 2 | アフロくん         | 連載 | 八重山日報社               | 八重山日報 2021年10月9日号 - 連載中        | 未 |      |
| 3 | まむじん日記       | 連載 | 南山舎                     | 月刊やいま 2022年3月号(通巻330号) - 連載中 | 未 |      |

## クライミング歴
- 2020年以降 - 継続的に石垣島でボルダーエリアの開拓[10]。
- 2023年3月 - 石垣島の岩峰キーストーン、野底岳西壁の開拓初登[4]。